# Географія Ірландії
Ірландія — західноєвропейська країна, що знаходиться на захід від Великої Британії . Загальна площа країни 70 273 км² (120-те місце у світі), з яких на суходіл припадає 68 883 км², а на поверхню внутрішніх вод — 1 390 км². Площа країни більш ніж у 2 рази більша за площу Одеської області України. 

## Етимологія
Офіційна назва — Республіка Ірландія, Ірландія, Ейре (ірл. Éire; англ. Ireland). Назва країни походить від назви однойменного острова. Назва ж острова, від гельського слова «ейре» на означення держави (подібно до України), яке виводиться або від докельтського «ейре» — родюче місце, або від власного імені Ейри, кельтської богині родючості, або ж від «ейрінн» (eirinn) — захід, західна земля. Народна етимологія помилково виводить назву країни від англійської фрази «Земля заліза» (англ. land of iron). Насправді англійський топонім утворено від ендотопоніму Ейре із додаванням англійської частки на означення країни, «ланд». До української мови топонім потрапив з англійської з додаванням вже власного постфіксу на означення країни -ія. В античні часи Клавдій Птолемей використовував для острова на власних картах топонім Мала Бреттанія ( Μικρὰ Βρεττανία) разом з Івернія (дав.-гр. Ιουερνία).

## Географічне положення

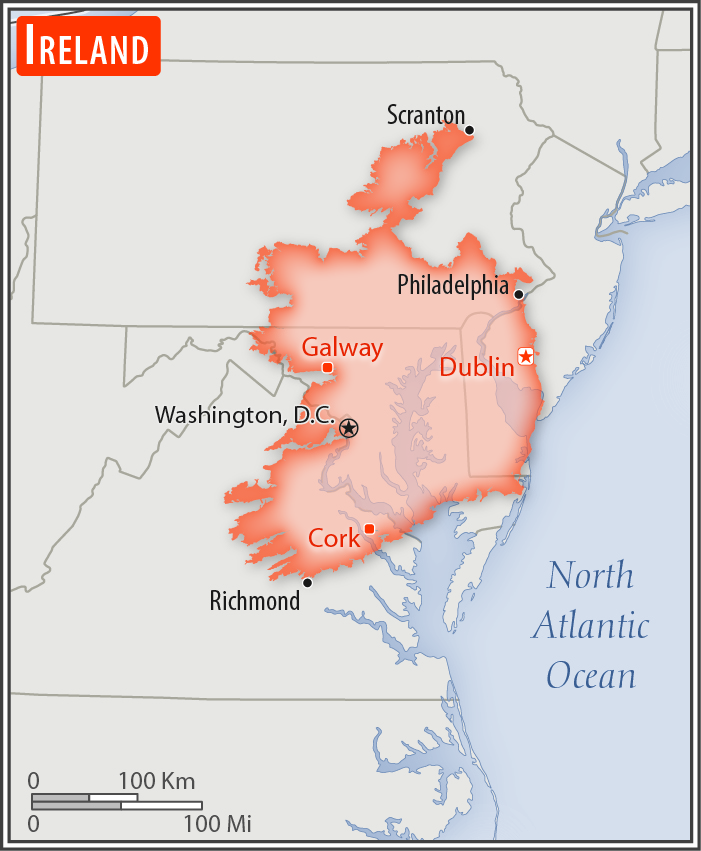
Порівняння розмірів території Ірландії та США

Ірландія — західноєвропейська країна, що межує лише з однією державою: на північному сході — з Великою Британією (спільний кордон — 443 км). Загальна довжина державного кордону — 443 км. Ірландія на сході омивається водами Ірландського моря, на південному сході — Кельтського, з інших сторон безпосередньо водами Атлантичного океану. Загальна довжина морського узбережжя 1448 км.
Згідно з Конвенцією Організації Об'єднаних Націй з морського права (UNCLOS) 1982 року, протяжність територіальних вод країни встановлено в 12 морських миль (22,2 км). Виключна рибальська зона встановлена на відстань 200 морських миль (370,4 км) від узбережжя.

### Час
Час у Ірландії: UTC0 (-2 години різниці часу з Києвом). Літній час вводиться останньої неділі березня переводом годинникової стрілки на 1 годину вперед, скасовується в останню неділю жовтня переводом годинникової стрілки на 1 годину назад.

## Геологія
Вихід найстаріших ірландських гірських порід віком близько 1,7 млрд років можна знайти на острові Ініштрахал біля берегів графства Донегол. В інших частинах Донеголу виявлені породи, що сформувалися як льодовикові відкладення, які засвідчують присутність льодовика під час останнього льодовикового періоду. 

## Рельєф
Рельєф Ірландії складається переважно з рівнин у центрі, які оточені кільцем прибережних гір.  Середні висоти — 118 м; найнижча точка — рівень вод Атлантичного океану (0 м); найвища точка — гора Каррантуїлл (1041 м). 

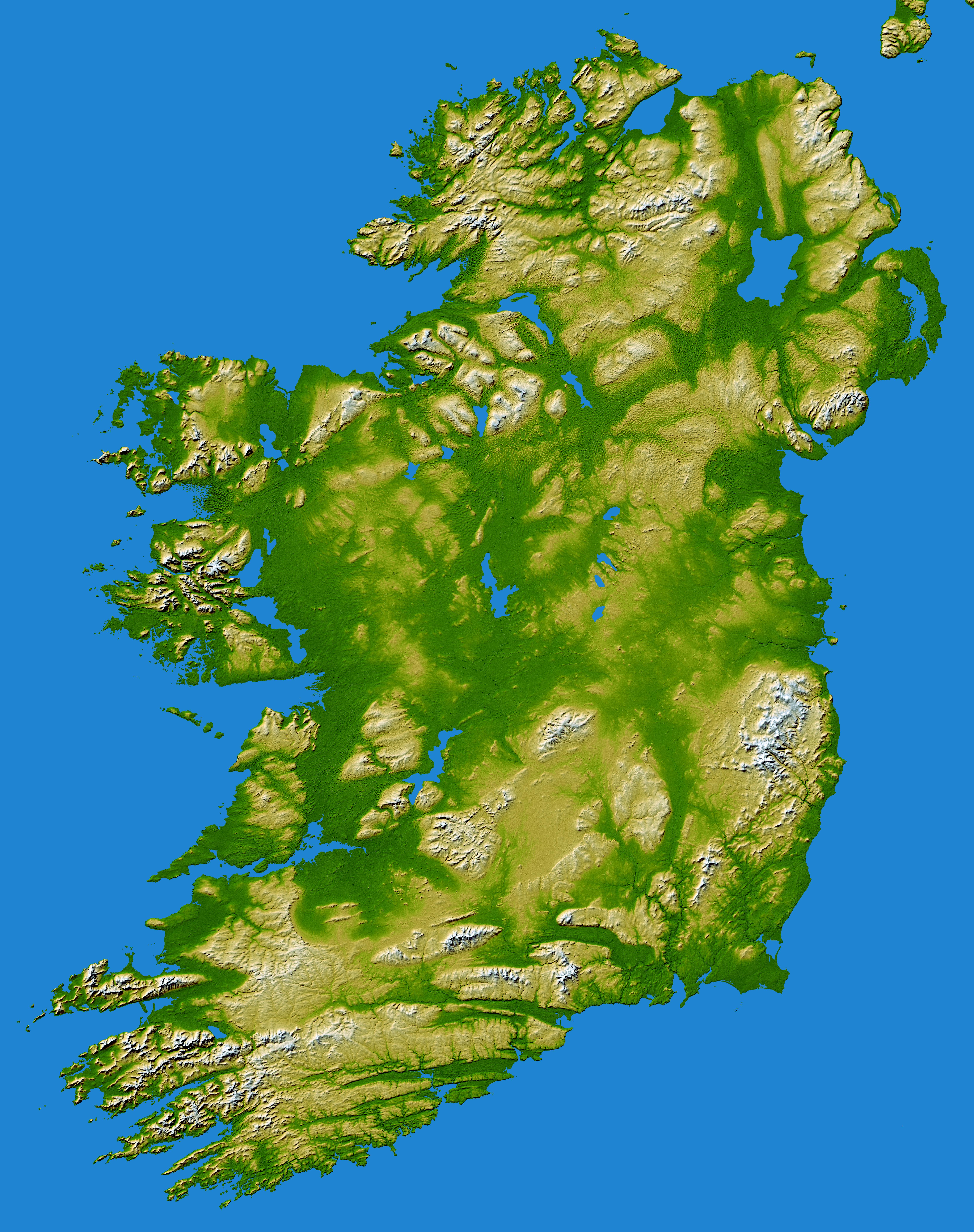
Рельєф Ірландії
Гіпсометрична карта  ІрландіїГіпсометрична карта  Ірландії
Рельєф ІрландіїРельєф Ірландії
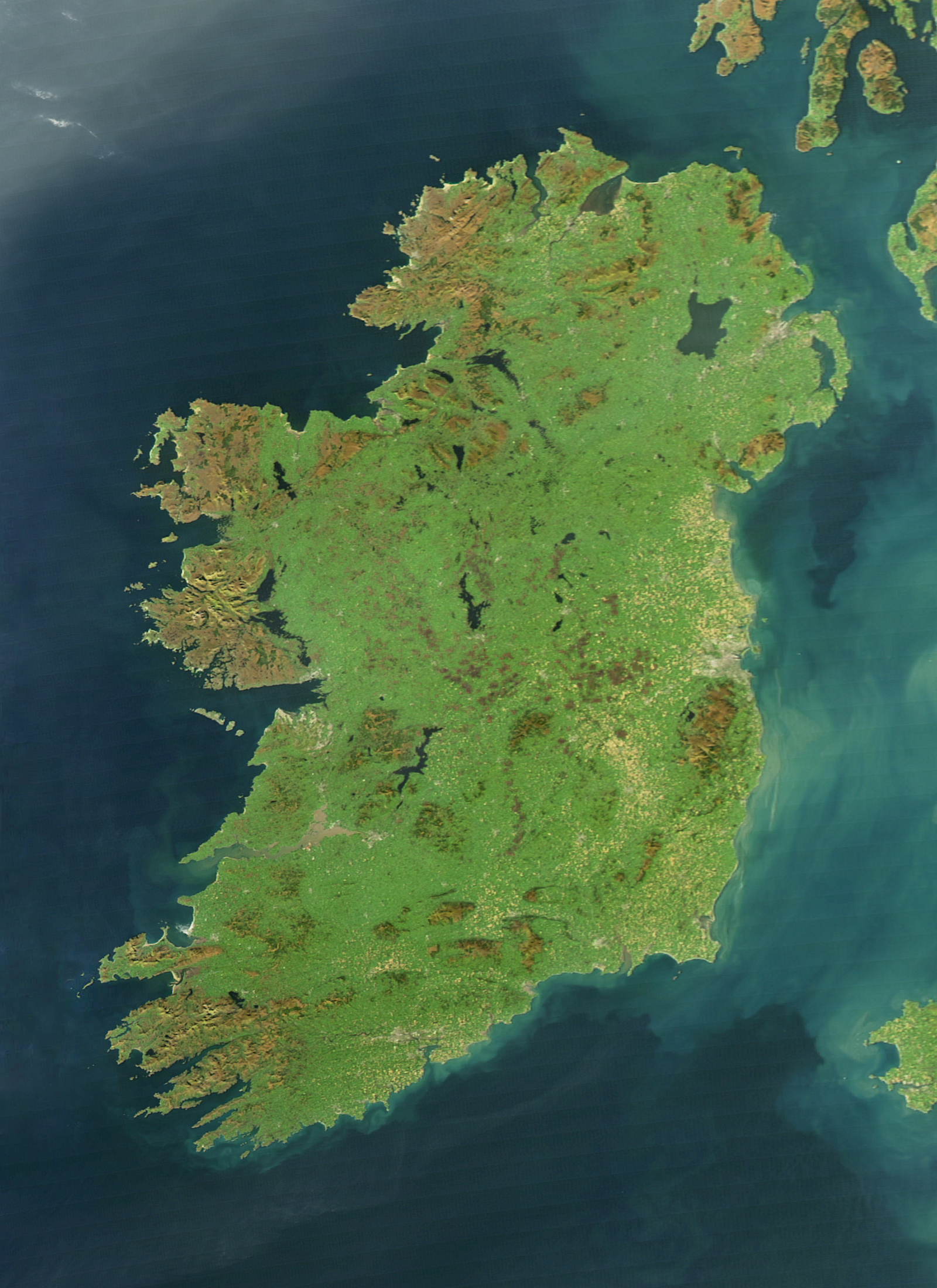
Супутниковий знімок поверхні країни
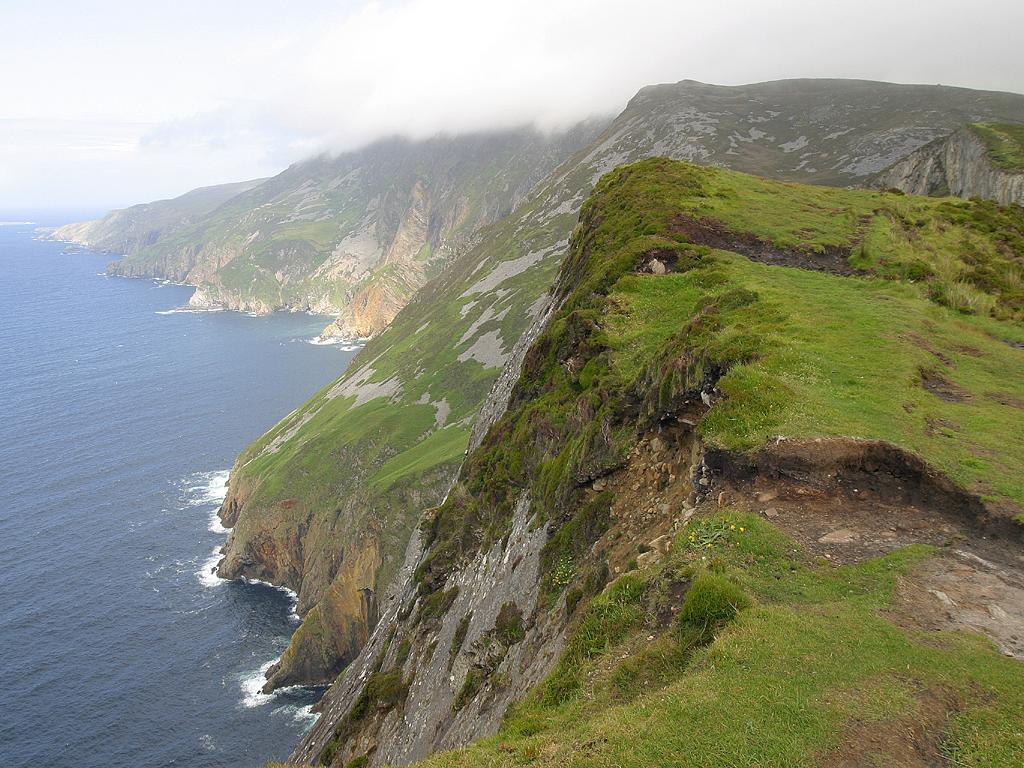
Слів-Ліг на півдні графства Донегол

### Узбережжя
Південне та східне узбережжя острова більш-менш рівнинні, із широкими бухтами та піщаними пляжами. Західне узбережжя навпаки, відзначається високими скелястими кручами (наприклад, Кліфс-оф-Могер), численними затоками, півострівами, мисами та дрібними островами. Загалом берегова лінія сильно розчленована, що створює численні природні гавані. Це має велике значення для рибальства та туризму.

## Клімат
Територія Ірландії лежить у помірному кліматичному поясі. превалюють помірні повітряні маси цілий рік, західний масоперенос. Значні сезонні амплітуди температури повітря. Відносно тепла зима з нестійкою погодою, штормовими вітрами, можливий сніговий покрив. Відносно прохолодне літо з більш антициклонічною погодою. Зволоження рівномірне за сезонами, місцями надмірне.

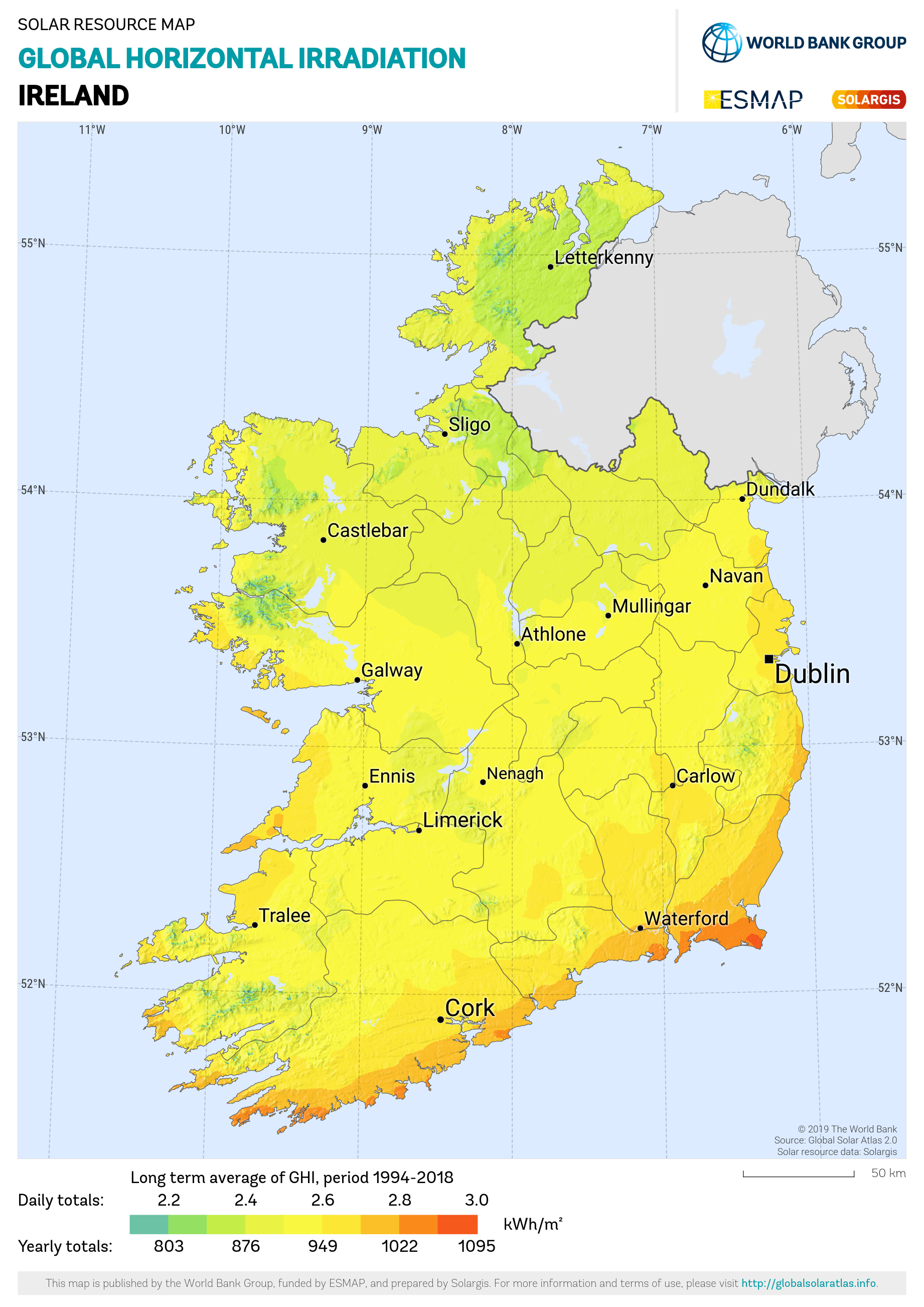
Сонячна радіація (англ.)
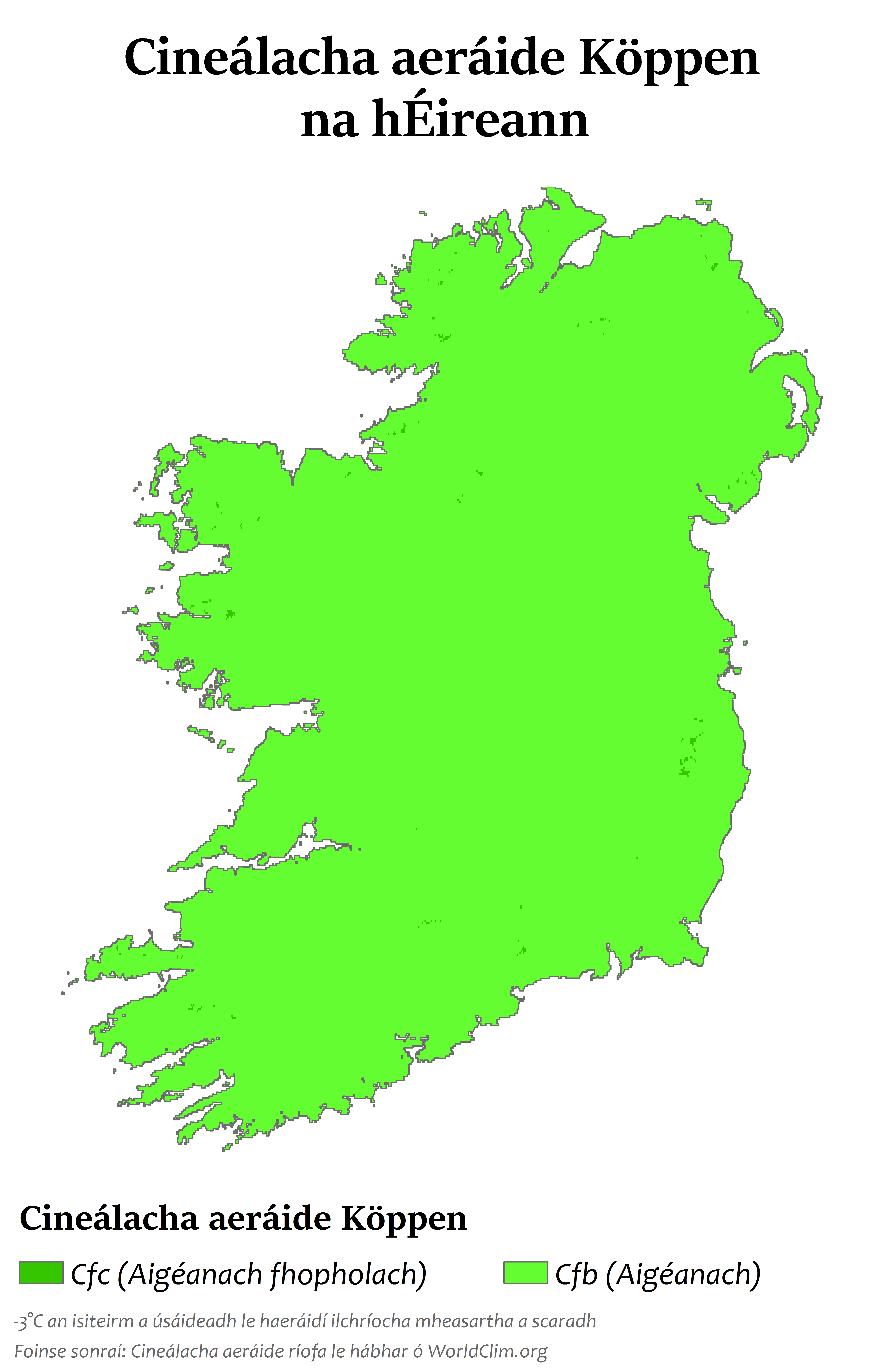
Кліматична карта Ірландії (за Кеппеном)

Клімат Ірландії є морським, хоча значно теплішим, ніж майже у всіх інших місцях на тій самі широті, таких як Польща (на материковій частині Європи) або Ньюфаундленд (на протилежному краю Атлантики) у зв'язку з теплим впливом Північно-Атлантичної течії. Вітер дме переважно з південного заходу, розбиваючись об високі гори західного узбережжя. Опади частіше трапляються на заході острову. На острові Валентія, біля західного узбережжя графства Керрі, випало майже вдвічі більше опадів, ніж в Дубліні на сході країни (1 400 мм проти 762 мм). По всій країні, близько 60% річних опадів випадає в період з серпня по січень.
Найхолоднішими місяцями року є січень та лютий, а середньодобові температури повітря знаходяться в межах 4 та 7 °C протягом цих місяців. Липень та серпень є найтеплішими, з середньодобовою температурою між 14 та 16 °C, в той час середньодобові максимуми в липні та серпні варіюються від 17 до 18 °C недалеко від узбережжя, до 19 — 20 °C у внутрішній частині острову. Саме сонячні місяці травень та червень приносять в середньому 6 годин 55 хвилин світла в день. Хоча екстремальні погодні явища в Ірландії трапляються рідко, порівняно з іншими країнами на європейському континенті, вони все ж таки трапляються. Вибухові депресії Атлантичного океану, що відбуваються переважно в грудні, січні та лютому, іноді можуть принести вітер швидкістю 160 км/год до західних прибережних країн, тоді як у літні місяці, і особливо наприкінці липня — початку серпня, раптові та сильні грози можуть формуватися через внутрішній та західний райони країни.
| Клімат Дубліна                             | Клімат Дубліна | Клімат Дубліна | Клімат Дубліна | Клімат Дубліна | Клімат Дубліна | Клімат Дубліна | Клімат Дубліна | Клімат Дубліна | Клімат Дубліна | Клімат Дубліна | Клімат Дубліна | Клімат Дубліна | Клімат Дубліна |
| Показник                                   | Січ.           | Лют.           | Бер.           | Квіт.          | Трав.          | Черв.          | Лип.           | Серп.          | Вер.           | Жовт.          | Лист.          | Груд.          | Рік            |
| Середній максимум, °C                      | 7,6            | 7,5            | 9,5            | 11,4           | 14,2           | 17,2           | 18,9           | 18,6           | 16,6           | 13,7           | 9,8            | 8,4            | 12,8           |
| Середній мінімум, °C                       | 2,5            | 2,5            | 3,1            | 4,4            | 6,8            | 9,6            | 11,4           | 11,1           | 9,6            | 7,6            | 4,2            | 3,4            | 6,0            |
| Середня кількість сонячних годин на місяць | 1,8            | 2,5            | 3,6            | 5,2            | 6,1            | 6,0            | 5,4            | 5,1            | 4,3            | 3,1            | 2,4            | 1,7            | 3,9            |
| Норма опадів, мм                           | 69             | 50             | 54             | 51             | 55             | 56             | 50             | 71             | 67             | 70             | 65             | 76             | 733            |
| ------------------------------------------ | -------------- | -------------- | -------------- | -------------- | -------------- | -------------- | -------------- | -------------- | -------------- | -------------- | -------------- | -------------- | -------------- |
| Джерело:                                   |                |                |                |                |                |                |                |                |                |                |                |                |                |

| Клімат Белфаста         | Клімат Белфаста | Клімат Белфаста | Клімат Белфаста | Клімат Белфаста | Клімат Белфаста | Клімат Белфаста | Клімат Белфаста | Клімат Белфаста | Клімат Белфаста | Клімат Белфаста | Клімат Белфаста | Клімат Белфаста | Клімат Белфаста |
| Показник                | Січ.            | Лют.            | Бер.            | Квіт.           | Трав.           | Черв.           | Лип.            | Серп.           | Вер.            | Жовт.           | Лист.           | Груд.           | Рік             |
| Абсолютний максимум, °C | 13              | 14              | 19              | 21              | 26              | 28              | 29              | 28              | 26              | 21              | 16              | 14              | 29              |
| Середній максимум, °C   | 6               | 7               | 9               | 12              | 15              | 18              | 18              | 18              | 16              | 13              | 9               | 7               | 12              |
| Середній мінімум, °C    | 2               | 2               | 3               | 4               | 6               | 9               | 11              | 11              | 9               | 7               | 4               | 3               | 6               |
| Абсолютний мінімум, °C  | −13             | −12             | −12             | −4              | −3              | −1              | 4               | 1               | −2              | −4              | −6              | −11             | −13             |
| Норма опадів, мм        | 80              | 52              | 50              | 48              | 52              | 68              | 94              | 77              | 80              | 83              | 72              | 90              | 846             |
| ----------------------- | --------------- | --------------- | --------------- | --------------- | --------------- | --------------- | --------------- | --------------- | --------------- | --------------- | --------------- | --------------- | --------------- |
| Джерело:                |                 |                 |                 |                 |                 |                 |                 |                 |                 |                 |                 |                 |                 |

Ірландія є членом Всесвітньої метеорологічної організації (WMO), в країні ведуться систематичні спостереження за погодою.

## Внутрішні води

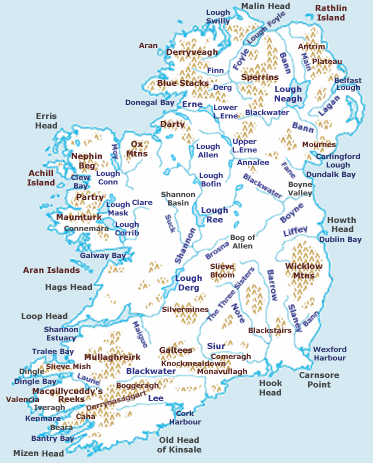
Гідрографічна мережа Ірландії
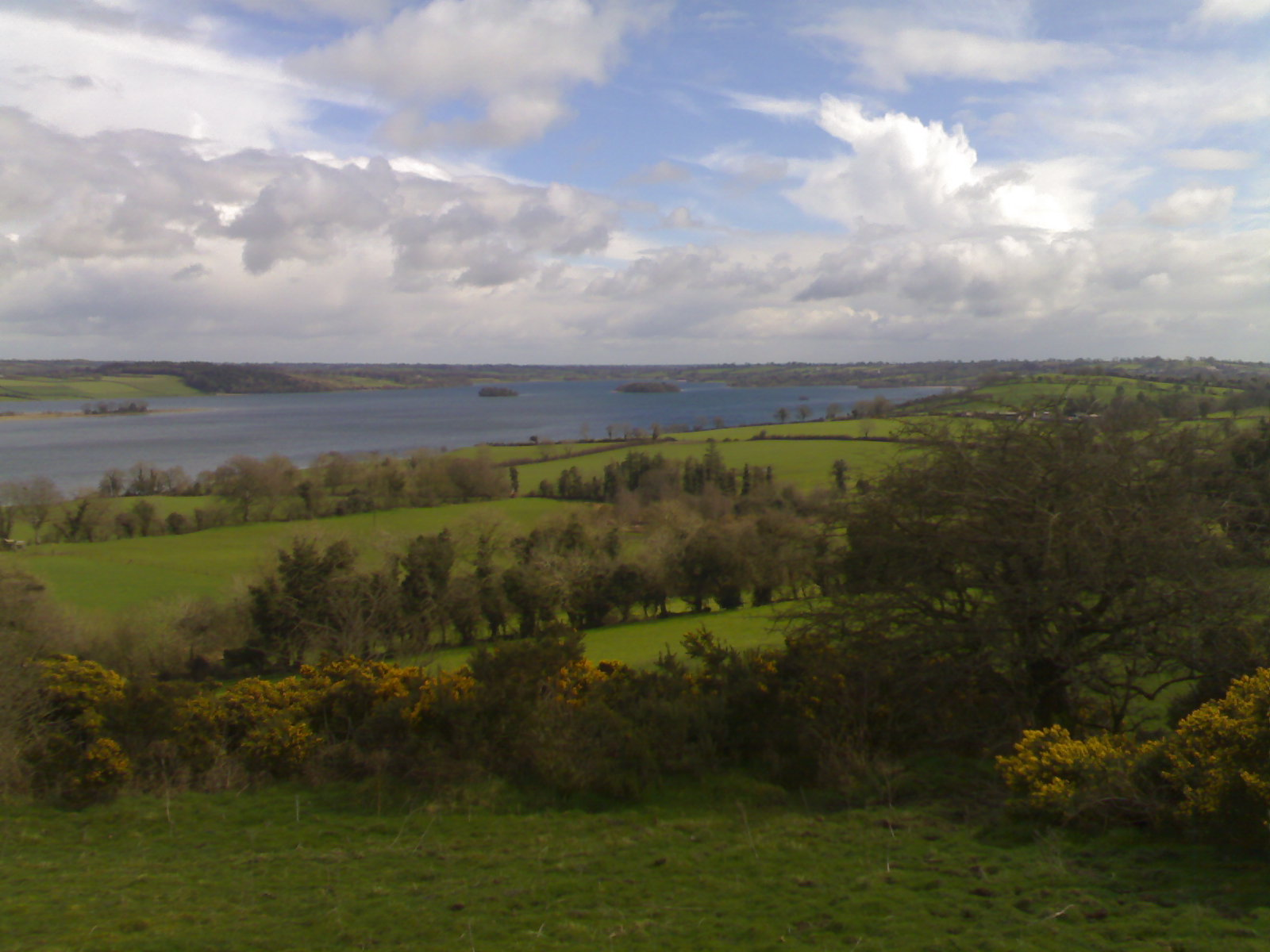
Лох-Лейн, графство Західний Міт
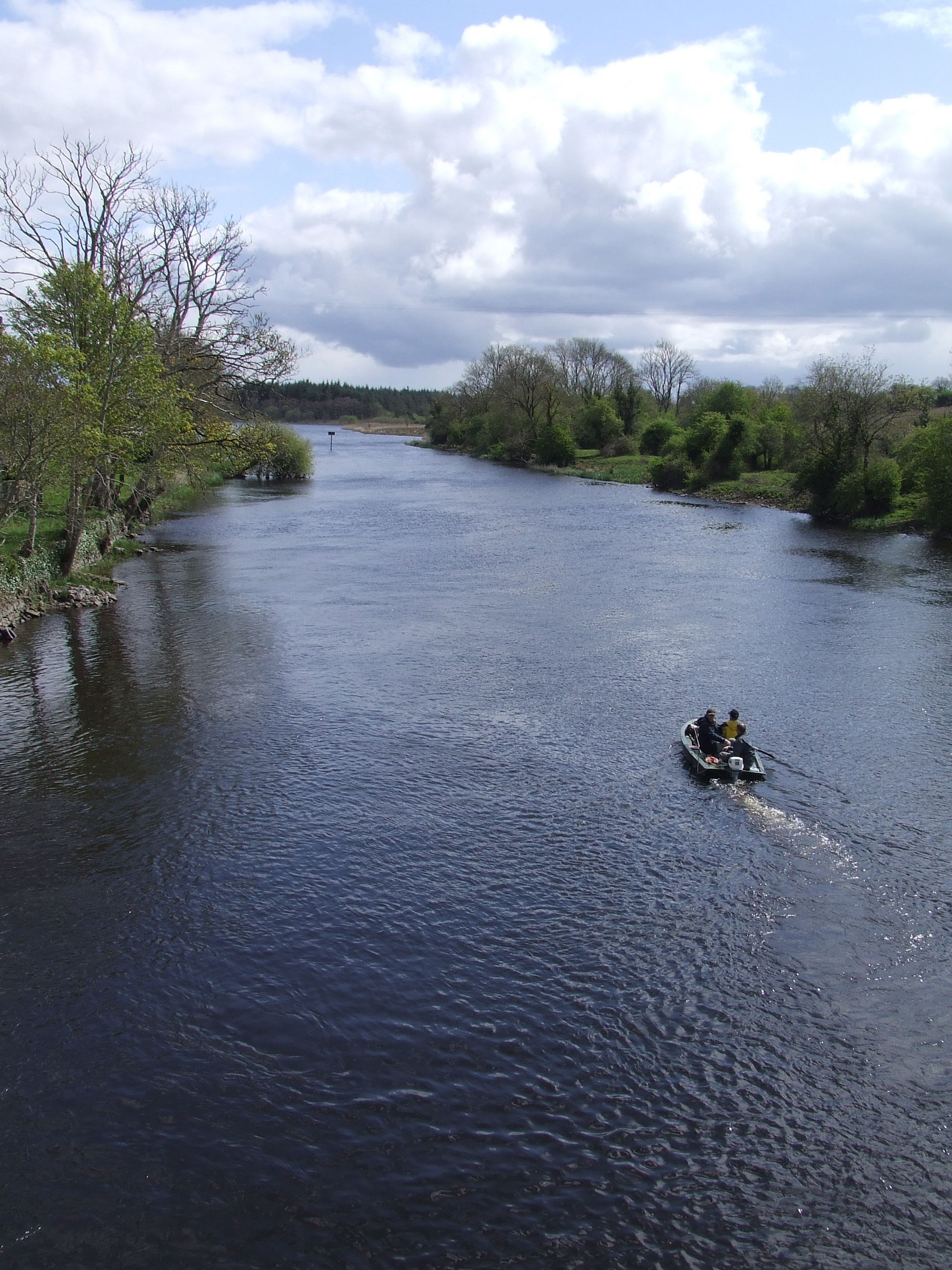
Річка Шеннон
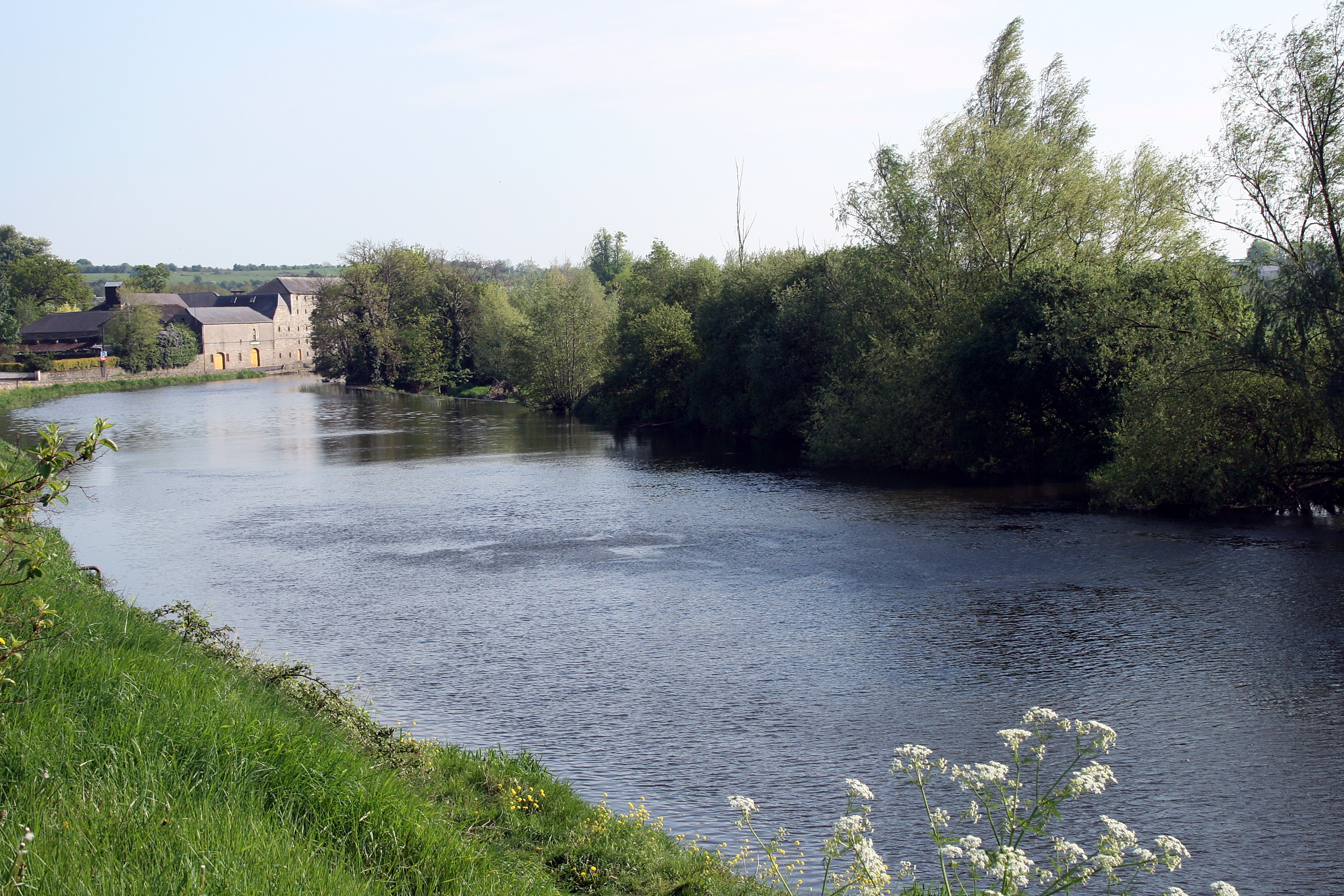
Річка Барроу
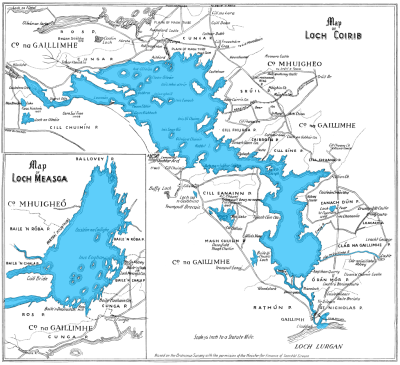
Карта озера Лох-Корріб

### Річки
Річки країни належать басейну Атлантичного океану.
Найдовша річка — Шеннон, довжиною 386 км, відокремлює заболочені внутрішні території Ірландії від західної частини острова. Уздовж течії три великих озера: Лох-Аллен, Лох-Рі і Лох-Дерг, з яких останнє є найбільшим. Шеннон впадає до Атлантичного океану біля міста Лімерик довгим 113 км естуарієм. Інші великі річки: Ліффі, Лі Блеквотер, Нор, Шур, Барроу, Банн, Фойл, Ерн і Бойн.

### Озера
Найбільше озеро держави: Лох-Корріб, площа водного дзеркала 165 км². Інші великі озера Ірландії: Лох-Рі та Лох-Маск. Найбільше озеро острова — Лох-Ней (392 км²), що в Ольстері, це найбільше озеро Великої Британії. Легенда свідчить, що гігант Фінн Мак Кумал боровся з іншим гігантом в Шотландії, розлючений зачерпнув грудку землі й жбурнув її в Ірландське море. Так утворився Острів Мен, а в місце де лежала грудка набігла вода, так утворилось озеро Лох-Ней. 

## Тваринний світ
У зоогеографічному відношенні територія країни відноситься до Європейської лісової провінції Циркумбореальної підобласті Голарктичної області.

## Стихійні природні явища
На території країни спостерігаються небезпечні природні явища і стихійні лиха: сезонні штормові вітри

## Природні ресурси

### Мінеральні ресурси
Надра Ірландії багаті на ряд корисних копалин: природний газ, торф, мідь, свинець, цинк, срібло, барит, гіпс, вапняк, доломіт.

### Водні ресурси
Загальні запаси відновлюваних водних ресурсів (ґрунтові і поверхневі прісні води) становлять 52 км³. Станом на 2012 рік зрошувані землі в країні були відсутні.

### Земельні ресурси
Земельні ресурси Ірландії (оцінка 2011 року):
- придатні для сільськогосподарського обробітку землі — 66,1 %,
  - орні землі — 15,4 %,
  - багаторічні насадження — 0 %,
  - землі, що постійно використовуються під пасовища — 50,7 %;
- землі, зайняті лісами і чагарниками — 10,9 %;
- інше — 23 %[1].

## Охорона природи
Серед екологічних проблем варто відзначити:
- забруднення вод сільськогосподарськими хімікатами, особливо озер.

Ірландія є учасником ряду міжнародних угод з охорони навколишнього середовища:
- Конвенції про транскордонне забруднення повітря (CLRTAP),
- Конвенції про біологічне різноманіття (CBD),
- Рамкової конвенції ООН про зміну клімату (UNFCCC),
- Кіотського протоколу до Рамкової конвенції,
- Конвенції ООН про боротьбу з опустелюванням (UNCCD),
- Конвенції про міжнародну торгівлю видами дикої фауни і флори, що перебувають під загрозою зникнення (CITES),
- Конвенції про заборону військового впливу на природне середовище (ENMOD),
- Базельської конвенції протидії транскордонному переміщенню небезпечних відходів,
- Конвенції з міжнародного морського права,
- Лондонської конвенції про запобігання забрудненню моря скиданням відходів,
- Монреальського протоколу з охорони озонового шару,
- Міжнародної конвенції запобігання забрудненню з суден (MARPOL),
- Міжнародної угоди про торгівлю тропічною деревиною 1983 і 1994 років,
- Рамсарської конвенції із захисту водно-болотних угідь[18],
- Міжнародної конвенції з регулювання китобійного промислу[1].

Урядом країни підписані, але не ратифіковані міжнародні угоди щодо: Конвенції з охорони морських живих ресурсів та окремі протоколи Конвенції про транскордонне забруднення повітря (CLRTAP).

## Фізико-географічне районування
Ландшафти Ірландії вирізняються поєднанням зелених рівнин, низьких гір, озер і мальовничих берегів. Фізико-географічне районування країни визначається переважно рельєфом і кліматичними відмінностями між західними та східними районами. Загалом Ірландія належить до Північноєвропейської фізико-географічної країни. Тут поширені приатлантичні широколистянолісові типи ландшафтів, представлені 12  групами ландшафтів: 1 — низинні приморські акумулятивні рівнини; 2 — низинні алювіальні рівнини передгірних і міжгірних западин, долини великих річок; 5 — низинні зандрові рівнини;  6 — низинні моренні рівнини області останнього зледеніння; 7 — низинні моренні рівнини з друмлинами на вапняковій основі; 8 — низинні рівнини і горбисті височини області максимального зледеніння; 9 — горбисто-моренні височини області останнього зледеніння;11 — низинні пластові рівнини й міжкуестові западини на пухких до четвертинних відкладах; 12 — височинні пластові рівнини та куести на кайнозойських і мезозойських відкладах; 20 — цокольні височини на палеозойських структурах; 22 — глибові каледонські масиви з льодовиковою обробкою;   23 — складчасто-глибові герцинські низько- і середньогір'я.

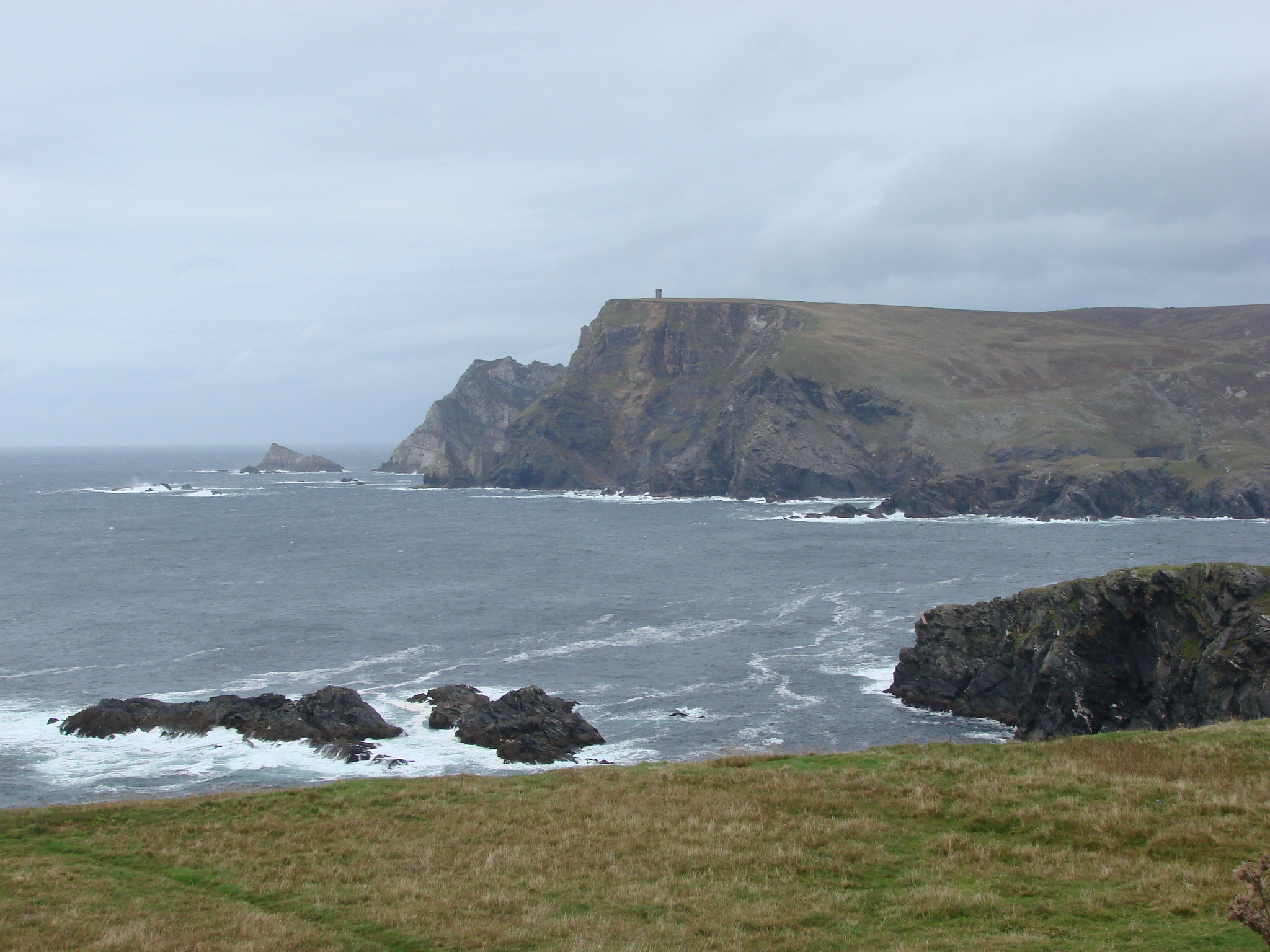
Приморські скелі. Північна Ірландія
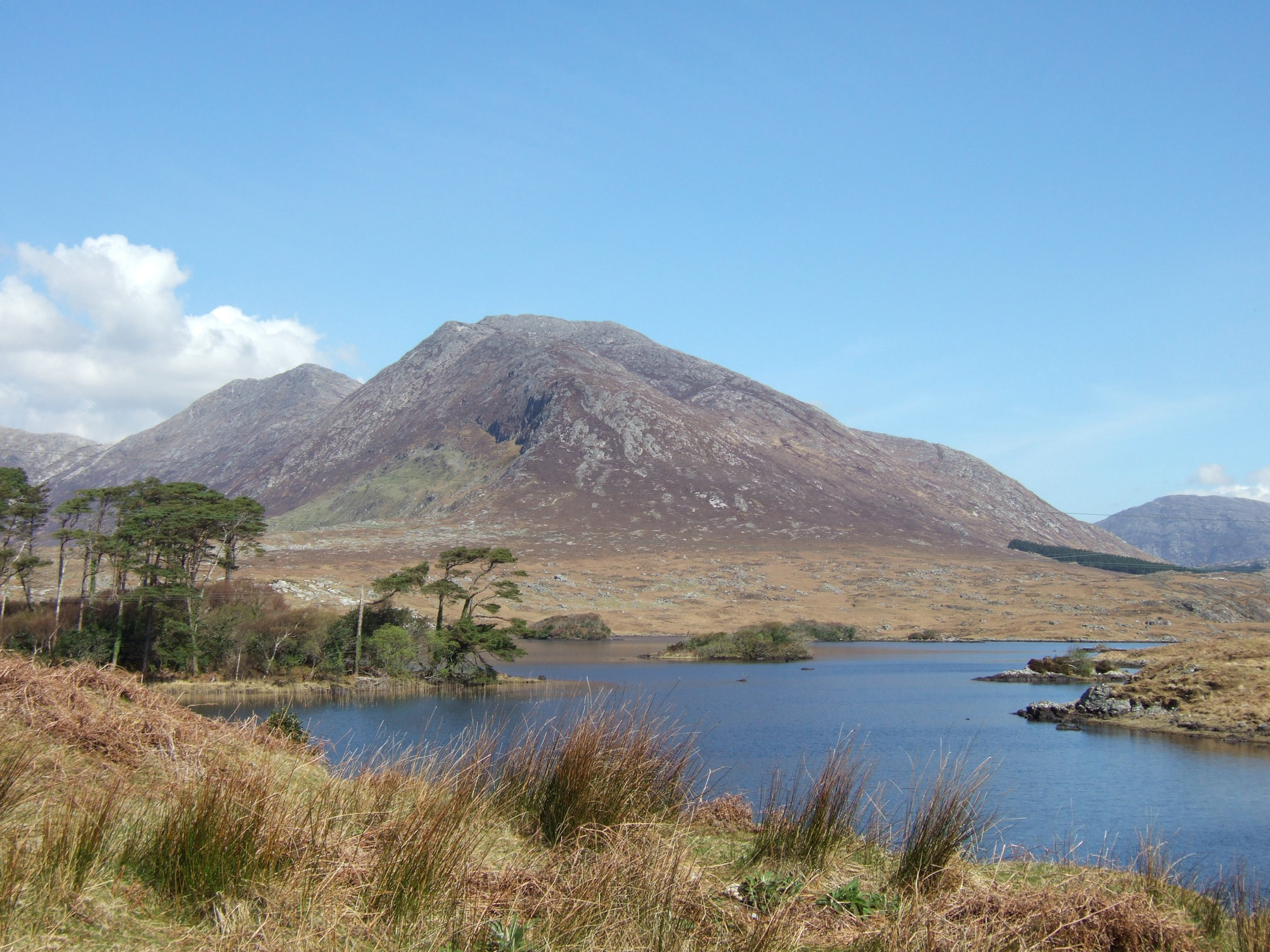
Національний парк «Коннемара»
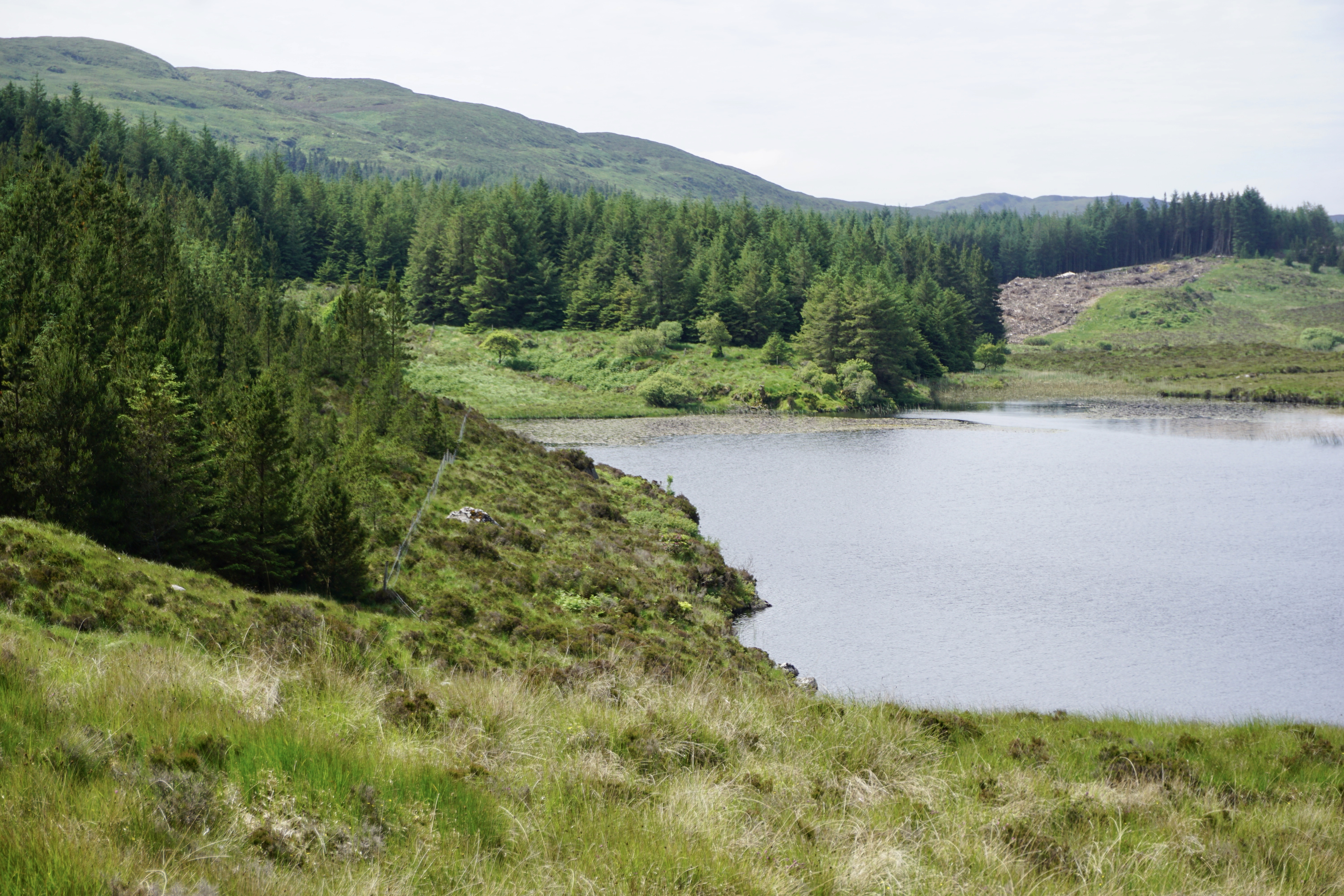
Озеро Смуллан у природному заповіднику «Деркмор Вуд»
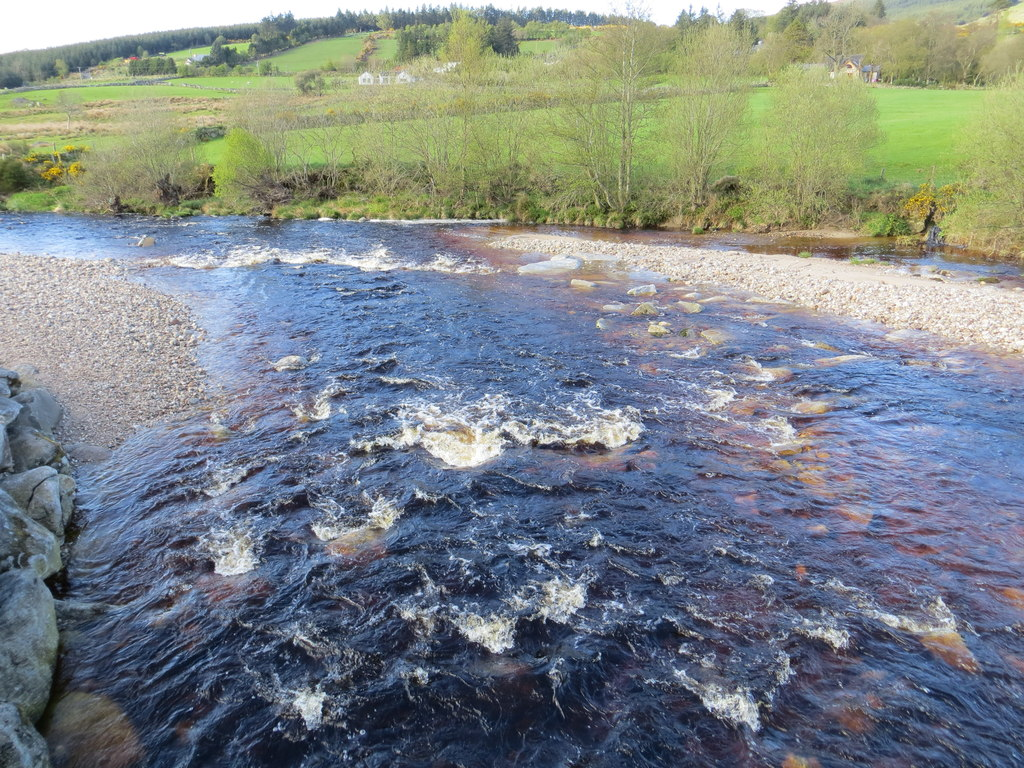
Річка Ліффі
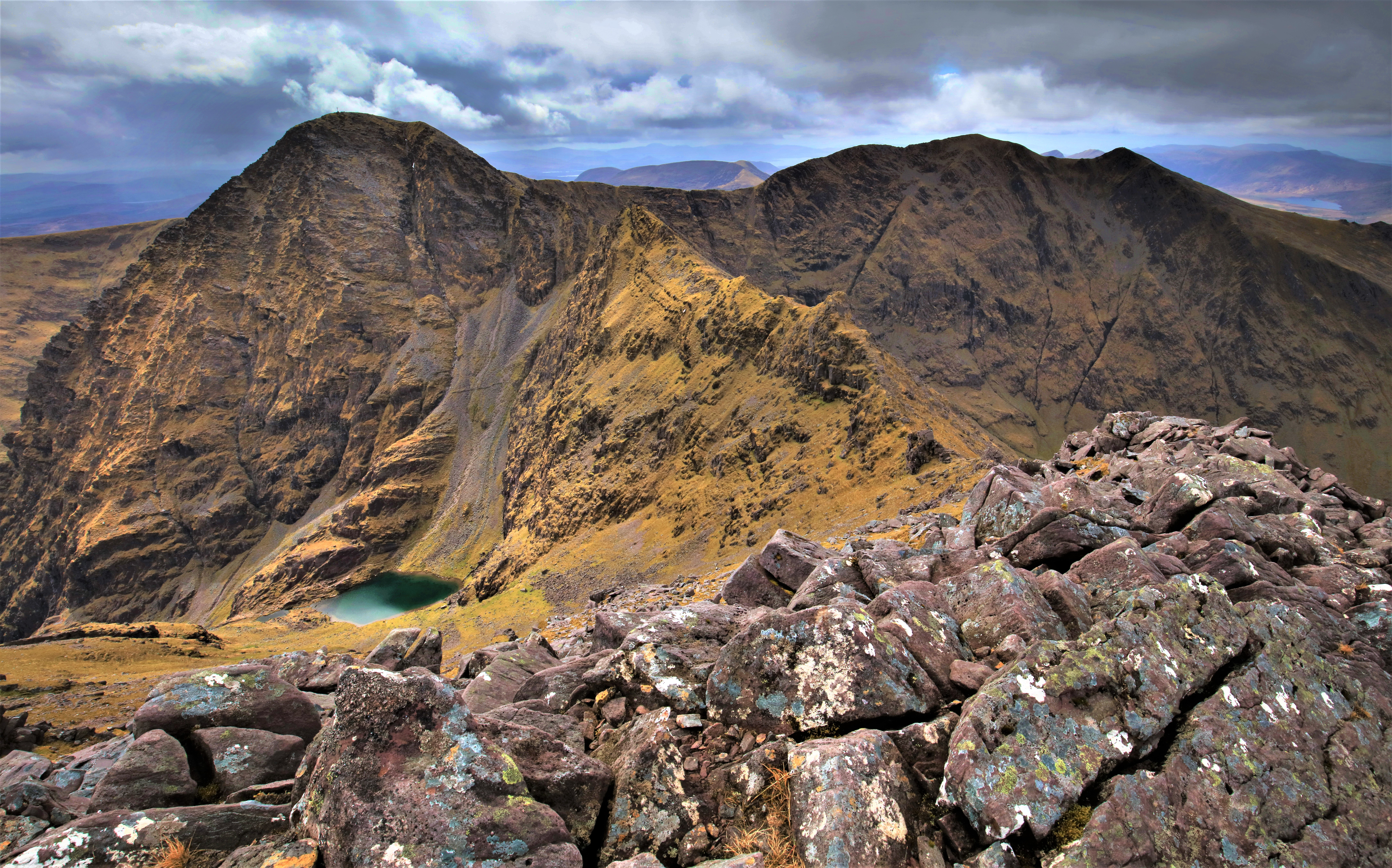
Макгіллікадіс-Рікс. Вид на хребет Карраунтухіл

Територію Ірландії можна поділити на 5 фізико-географічних областей:
- Північногірська область. Представлена гірськими масивами та височинами, серед яких найвідомішими є гори Морн і Антрімське плато. Північні гори утворені переважно стародавніми магматичними та метаморфічними породами, зокрема гранітами та базальтами. Антрімське плато має вулканічне походження і знамените своїми базальтовими колонами, відомими як Дорога Гігантів — пам'ятка Всесвітньої спадщини ЮНЕСКО. Середні висоти гір невеликі — 400—800 м, але рельєф дуже розчленований. Північні райони зазнають значного впливу атлантичних циклонів, що приносять сюди рясні опади. Рослинність переважно вересова, трапляються чагарникові угруповання, торф'яні болота та пасовища.
- Центральна рівнинна область. Найбільша фізико-географічна область Ірландії, яка займає близько половини площі острова, простягається від узбережжя Ірландського моря на сході до Атлантичного океану на заході, оточена гірськими масивами по периметру. Сформована на основі древніх осадових порід, переважно вапняків, що утворилися у девонський та карбонатний періоди. Рельєф переважно плоский або хвилястий, із середніми висотами 50—100 м над рівнем моря; характерною особливістю є карстові форми рельєфу — лійки, западини та печери. Річкова мережа розвинена добре, основною водною артерією є річка Шеннон, що протікає через центральну частину острова. Тут розташовані одні з найбільших озер Ірландії — Лох-Рі, Лох-Дерг, Лох-Маск. Переважають дерново-підзолисті та торф'яні ґрунти, які утворилися через значне зволоження території та заболочування. Значні площі рівнини вкриті болотами — як низинними, так і верховими. Рослинність складається з луків, торф'яних мохів, чагарників, а також ділянок культурних пасовищ, адже регіон активно використовується для тваринництва.
- Західногірська область. Захід Ірландії відрізняється найбільшою суворістю природних умов. Тут розташовані гори Коннемара та Маумтурк. Вони мають альпійський характер рельєфу з гострими вершинами та глибокими льодовиковими долинами, що сформувалися під час останнього льодовикового періоду. Прибережні райони вирізняються скелястими кручами, глибокими бухтами та фіордами. Клімат характеризується значною кількістю опадів, а регіон піддається сильному впливу океанічних штормів та вітрів. Тут багато гірських річок, невеликих озер та боліт. Ґрунти кам'янисті та малородючі, що обмежує розвиток сільського господарства. Рослинність представлена вересовими пустищами, луками та гірськими лісами у захищених долинах.
- Східна область. Східні райони, зокрема прилеглі до Дубліна, мають відносно рівнинний рельєф, який поступово знижується до Ірландського моря. Рельєф представлений хвилястими рівнинами, низькими пагорбами та широкими долинами річок. Регіон захищений горами Віклоу від переважаючих західних вітрів, тому тут випадає менше опадів, ніж у західній та північній частинах острова. Ґрунти тут більш родючі, переважають бурі лісові та алювіальні ґрунти. Це робить цю частину країни найпридатнішою для землеробства.
- Південногірська область Представлена кількома гірськими масивами, серед яких гори Віклоу та Керрі. Гори утворені переважно складчастими пісковиками, сланцями та кварцитами, переважно з висотами 500—800 м, а на південному заході здіймається Каррантухіл — найвища вершина країни (1038 м). Клімат помірно океанічний із м'якими зимами та прохолодним літом. Опадів випадає багато, особливо на навітряних схилах. Рослинний покрив представлений луками, вересовими чагарниками та залишками природних широколистяних лісів. Гори використовуються переважно для випасу овець.

### Українською
- Атлас світу / голов. ред. І. С. Руденко ; зав. ред. В. В. Радченко ; відп. ред. О. В. Вакуленко. — К. : ДНВП «Картографія», 2005. — 336 с. — ISBN 9666315467.
- Атлас. 7 клас. Географія материків і океанів / Укладачі О. Я. Скуратович, Н. І. Чанцева. — К. : ДНВП «Картографія», 2014.
- Ірландія // Гірничий енциклопедичний словник : у 3 т / за ред. В. С. Білецького. — Д. : Східний видавничий дім, 2004. — Т. 3. — 752 с. — ISBN 966-7804-78-X.

- Бєлозоров С. Т. Географія материків. — К. : Вища школа, 1971. — 371 с.
- Барановська О. В. Фізична географія материків і океанів : навч. посіб. для студентів ВНЗ : [у 2 ч.]. — Н. : Ніжинський державний університет ім. Миколи Гоголя, 2013. — 306 с. — ISBN 978-617-527-106-3.
- Ірландія // Гірничий енциклопедичний словник : [у 3-х тт.] / за ред. В. С. Білецького. — Д. : Східний видавничий дім, 2004. — Т. 3. — 752 с. — ISBN 966-7804-78-X.
- Дубович І. А. Країнознавчий словник-довідник. — 5-те вид., перероб. і доп. — К. : Знання, 2008. — 839 с. — ISBN 978-966-346-330-8.
- Економічна і соціальна географія країн світу. Навчальний посібник / За ред. Кузика С. П. — Л. : Світ, 2002. — 672 с. — ISBN 966-603-178-7.
- Панасенко Б. Д. Фізична географія материків : навч. посіб. : в 2 ч. — В. : ЕкоБізнесЦентр, 1999. — 200 с.
- Фізична географія материків та океанів : підруч. для студ. вищ. навч. закл. : у 2 т / за ред. П. Г. Шищенка. — К. : Видавництво Київського нац. ун-т ім. Т. Шевченка, 2010. — Т. 2. : Європа. — 464 с. — ISBN 978-966-439-273-7.
- Юрківський В. М. Регіональна економічна і соціальна географія. Зарубіжні країни: Підручник. — 2-ге. — К. : Либідь, 2001. — 416 с. — ISBN 966-06-0092-5.

### Англійською
- (англ.) Graham Bateman. The Encyclopedia of World Geography. — Andromeda, 2002. — 288 с. — ISBN 1871869587.

### Російською
- (рос.) Авакян А. Б., Салтанкин В. П., Шарапов В. А. Водохранилища. — М. : Мысль, 1987. — 326 с. — (Природа мира)
- (рос.) Алисов Б. П., Берлин И. А., Михель В. М. Курс климатологии [в 3-х тт.] / под. ред. Е. С. Рубинштейна. — Л. : Гидрометиздат, 1954. — Т. 3. Климаты земного шара. — 320 с.
- (рос.) Апродов В. А. Вулканы. — М. : Мысль, 1982. — 368 с. — (Природа мира)
- (рос.) Апродов В. А. Зоны землетрясений. — М. : Мысль, 2010. — 462 с. — (Природа мира) — ISBN 978-5-244-01122-7.
- (рос.) Бабаев А. Г., Зонн И. С., Дроздов Н. Н., Фрейкин З. Г. Пустыни. — М.  : Мысль, 1986. — 320 с. — (Природа мира)
- (рос.) Букштынов А. Д., Грошев Б. И., Крылов Г. В. Леса. — М. : Мысль, 1981. — 316 с. — (Природа мира)
- (рос.) Власова Т. В. Физическая география материков. С прилегающими частями океанов. Евразия, Северная Америка. — 4-е, перераб. — М. : Просвещение, 1986. — 417 с.
- (рос.) Гвоздецкий Н. А. Карст. — М. : Мысль, 1981. — 214 с. — (Природа мира)
- (рос.) Гвоздецкий Н. А., Голубчиков Ю. Н. Горы. — М. : Мысль, 1987. — 400 с. — (Природа мира)
- (рос.) Добрынин Б. Ф. Физическая география Западной Европы. — М. : Учпедгиз, 1948. — 415 с.
- (рос.) Долгушин Л. Д., Осипова Г. Б. Ледники. — М. : Мысль, 1989. — 448 с. — (Природа мира) — ISBN 5-244-00315-1.
- (рос.) Географический энциклопедический словарь: географические названия / под. ред. А. Ф. Трёшникова. — 2-е изд., доп. — М. : Советская энциклопедия, 1989. — 585 с. — ISBN 5-85270-057-6.
- (рос.) Исаченко А. Г., Шляпников А. А. Ландшафты. — М. : Мысль, 1989. — 504 с. — (Природа мира) — ISBN 5-244-00177-9.
- (рос.) Карри-Линдал К. Европа. — М. : Прогресс, 1981. — 334 с. — (Континенты, на которых мы живем)
- (рос.) Каплин П. А., Леонтьев О. К., Лукьянова С. А., Никифоров Л. Г. Берега. — М. : Мысль, 1991. — 480 с. — (Природа мира) — ISBN 5-244-00449-2.
- (рос.) Словарь современных географических названий / под общей редакцией акад. В. М. Котлякова. — Екатеринбург : У-Фактория, 2006.
- (рос.) Литвин В. М., Лымарев В. И. Острова. — М. : Мысль, 2010. — 288 с. — (Природа мира) — ISBN 978-5-244-01129-6.
- (рос.) Лобова Е. В., Хабаров А. В. Почвы. — М. : Мысль, 1983. — 304 с. — (Природа мира)
- (рос.) Максаковский В. П. Географическая картина мира. Книга I: Общая характеристика мира. — М. : Дрофа, 2008. — 495 с. — ISBN 978-5-358-05275-8.
- (рос.) Максаковский В. П. Географическая картина мира. Книга II: Региональная характеристика мира. — М. : Дрофа, 2009. — 480 с. — ISBN 978-5-358-06280-1.
- (рос.) Ирландия // Поспелов Е. М. Топонимический словарь. — М. : АСТ, 2005. — 229 с. — ISBN 5-17-016407-6.
- (рос.) Физико-географический атлас мира. — М. : Академия наук СССР и Главное управление геодезии и картографии ГУГК СССР, 1964. — 298 с.
- (рос.) Физическая география материков и океанов. В 2 т. Т. 1. Физическая география материков: в 2 кн. Кн. 1. Дифференциация и развитие ландшафтов суши Земли. Европа, Азия : Учебник / Э. П. Романова, Н. Н. Алексеева, М. А. Аршинова; под ред. Э.  П. Романовой. — М. : Изд. центр «Академия», 2014. — 464 с. — ISBN 978-5-4468-0239-5
- (рос.) Энциклопедия стран мира / глав. ред. Н. А. Симония. — М. : НПО «Экономика» РАН, отделение общественных наук, 2004. — 1319 с. — ISBN 5-282-02318-0.